# باچکی وینوگرادی
باچکی وینوگرادی (به صربی: Bački Vinogradi) یک روستا در صربستان است که در Subotica Municipality واقع شده‌است.

## خواهرخوانده
شهرهای دوماسک، Hajdukovo، اشوتتهالوم و موراهالوم خواهرخوانده‌های باچکی وینوگرادی هستند.